# Boemm Ritta
Boemm Ritta, Fehér Kálmánné (Lőcse, 1868. január 20. – Budapest, 1948. április 16.) festőművész.

## Élete
Apja Boemm Tivadar (Munkács, 1822 – Drezda, 1899 július 31) festőművész, aki az 1800-as években Lőcsén volt rajztanár. Anyja Modrach Mária. Testvérei Klára és Lucza. Drezdában és Párizsban végzett tanulmányai után 1898-ban telepedett le Budapesten. Drezdában a zeneakadémián is tanult.1902 nov. 8 án Budapesten férjhez megy Fehér Kálmán magántiszviselőhöz (Nagyvárad 1874-1944 Bp) Sűrűn állított ki a Műcsarnokban. A Nemzeti Szalon 1900 tavaszi tárlatán hat képpel szerepelt. A Képzőművészeti Társulat 1909-10. évi tárlatán Eszterházy-díjat kapott a Kis Svábhegy képe.
A Nemzeti Szalonban szinte minden évben 1940-ig több képe volt látható. Jellemzően felbontott színfoltokkal festett főleg enteriőröket, többnyire akvarelleket. Kedvelt témája volt a babák színes ruhákban és a csendéletek. Oltárképeket is festett, ezek Csákváron és Ózdon találhatók. 1901-ben a csákvári oltárkép átadásakor rendezett ünnepségen Boemm Ritta zongorázott. 1909-ben gyűjteményes kiállítása volt. Két képe található a Magyar Nemzeti Galériában. Sírja a Farkasréti temetőben van. (helye: 10/4-1-108)